# شیخ‌الاسلام (ملکان)
روستای شیخ‌الاسلام یکی از روستاهای استان آذربایجان شرقی است که در دهستان گاودول مرکزی بخش مرکزی شهرستان ملکان واقع شده‌است.

## محصولات کشاورزی
تا پیش از سال 1375 این روستا به روستای زرد آلو معروف بوده‌است. ولی به‌دلیل خشکسالی، تمامی اراضی زردآلو خشک شد.
- عمده‌ترین محصولات کشاورزی حال حاضر این روستا عبارتند از انگور، غلات(گندم، جو، نخود و عدس)، و... در این روستا درخت پسته هم وجود دارد.

## اماکن دیدنی
- از مکان‌های دیدنی این روستا می‌توان به اوچ باجی لار،شورسو،ساری داش و طبیعت زیبای کنار 
- رود مردق و... اشاره کرد.